# 2002 CO154
2002 CO154 est un objet transneptunien de la famille des cubewanos. 

## Caractéristiques
2002 CO154 mesure environ 221 km de diamètre.